# Klumpholmen
Klumpholmen est une île dans le landskap Sunnhordland du comté de Vestland. Elle appartient administrativement à la commune de  Lindås.

## Géographie
Rocheuse et couverte d'arbres, à fleur d'eau, elle s'étend sur environ 169 m de longueur pour une largeur approximative de 76 m. 